# Карл Александр (герцог Вюртембергу)
Карл Александр (нім. Karl Alexander; 24 січня 1684 — 12 березня 1737) — 11-й герцог Вюртемберзький в 1733—1737 роках. Також відомий як Карл I.

## Життєпис
Походив з Вюртемберзького дому, Штутгарт-Віннентальської гілки. Старший син Фрідріха Карла, герцога Вюртемберг-Вінненталь, та Елеонори Юліани Бранденбург-Ансбаської. Народився 1684 року. На той час його батько вже був регентом Вюртемберзького герцогства. Виховувався в лютеранському дусі. 1698 року після смерті батька успадкував герцогство Вюртемберг-Вінненталь.
Відзначився під орудою Євгена Савойського у Війні за іспанську спадщину. 1712 року перейшов до католицтва. У 1717—1718 роках брав участь у війні з Османською імперією.
1720 року призначається губернатором Королівства Сербія (на цій посаді перебував до 1733 року). 1727 року пошлюбив представницю впливового роду Турн-унд-Таксіс.
1731 року після смерті принца Фрідріх Людвіга став першим претендентом на трон Вюртембергу. 1733 року після смерті свого двоюрідного брата — герцога Ебергарда Людвіга стає новим герцогом Вюртемберзьким.
Невдовзі долучився до війни за польську спадщину на боці Австрії. 1734 року Карла Александра було призначено генерал-фельдмаршалом Швабського округу. Через 3 місяці отримує звання імперського генерал-фельдмаршала.
Водночас фінансову раду герцогства фактично очолив купець і банкір Зюсс Оппенгеймер, за допомогою якого герцог поступово обмежував фінансові права станів.
1737 року Карл Людвіг раптово помер від набряку легенів в резиденції Людвігсбург. Трон спадкував його син Карл Ойген.

## Родина
Дружина — Марія Августа, донька Ансельма Франца, князя Турн-унд-Таксіс, генерального поштмайстера Імперської пошти.
Діти:
- Карл Ойген (1728—1793) — наступний герцог Вюртемберзький в 1737—1793 роках, був одруженим із принцесою Єлизаветою Фредерікою Бранденбург-Байротською, мав єдину законну доньку, згодом узяв морганатичний шлюб із баронесою Францискою Лейтрум фон Ертинген,[6] мав кілька десятків позашлюбних нащадків;
- Ойген Людвіг (нар. та пом. 1729) — помер немовлям;
- Людвіг Ойген (1731—1795) — герцог Вюртемберзький у 1793—1795 роках, був морганатично одруженим із графинею Софією Альбертіною Байхлінгенською, мав трьох доньок;
- Фрідріх Ойген (1732—1797) — герцог Вюртемберзький у 1795—1797 роках, був одруженим із принцесою Фредерікою Бранденбург-Шведтською, мав дванадцятеро законних дітей та позашлюбного сина;
- Александр (1733—1734) — помер у ранньому віці;
- Августа Єлизавета (1734—1787) — дружина 4-го князя Турн-унд-Таксіс Карла Ансельма, мала восьмеро дітей.

## В літературі і кіно
- Один з головних героїв романів Вільгельма Гауффа і Ліона Фейхтванґера «Жид Зюсс» (мали однакову назву). За мотивами роману Фейхтвангера було знято фільми 1934 і 1940 року.